# Plast
 "Plastic" omdirigeres hertil. For andre betydninger af Plastic, se Plastic (flertydig).
Plast, kunststof (eng. plastic anglicisme plastik) er en betegnelse for en række materialer, almindeligvis baseret på mineralolie fra undergrunden (råolie). Råproduktet blandes med forskellige stoffer alt efter hvilke egenskaber materialet skal have, bl.a. hårdhed, elasticitet, resistens mod UV-stråling og farve.
Det anslås at der i alt er produceret 8.300 millioner ton plast indtil nu (2017), hvoraf langt størstedelen er endt som affald. Den globale plastproduktion i 2018 var på 360 millioner tons, deraf 62 millioner tons i Europa. Det anslås også at der i 2050 vil være mere plastaffald i havene end fisk (baseret på meget usikre tal).
Mange typer plast kan ophobe statisk elektricitet i en grad så man kan mærke et lille stød ved berøring.

## Den globale produktion af plast
Den globale plastproduktion 
| År   | Millioner ton |
| ---- | ------------- |
| 1950 | 2,3           |
| 1993 | 162           |
| 2015 | 448           |
| 2018 | 360           |

## Forskellige former
Der er mange forskellige former for plast eller kunststoffer:

### Protein
Proteinbaserede stoffer:
- galalit (formaldehyd-hærdet kasein)

### Cellulose
Cellulosebaserede stoffer:
- nitrocellulose (cellulose nitreret med en blanding af svovlsyre og salpetersyre)
- acetylcellulose (eddikesyreester af cellulose)
  - acetatkunstsilke
  - cellon
- viskose (cellulose behandlet med kaustisk soda og svovlkulstof)
  - viskosesilke
  - viskosecelluld
  - cellofan
- kobbersilke (cellulose opløst i kobberoxidammoniak)

### Kulstof
Kulstofbaserede stoffer:
- fenolplast (bakelit) (fenol behandlet med formaldehyd)
- aminoplast (urinstof behandlet med formaldehyd)
- polymeriserede stoffer
  - PDK = poly(diketoenamine) totalt genbrugelig plast[7]
  - akrylonitril-butadien-styren, ABS
  - polyamid
  - polystyrol
  - polyætylen
  - polypropylen
  - polyakrylharpiks = "plexiglas"
  - kunstgummi
  - kemiske fibre

## Historie
I 1530 udviklede den tyske alkymist Bartholomæus Schobinger, en opskrift på kaseinplast, dvs. plast fremstillet af ostemasse.
Bemærk at plastikkirurgi ikke har noget med plast at gøre.

## Plasttyper
Herunder findes en grov opdeling af plast, hvor der er henvist til artikler om de enkelte typer.

### Hærdeplast
I hærdeplast dannes kemiske bindinger under hærdningen, således at plasten ikke bliver flydende igen ved opvarmning.
- Bakelit
- Epoxy

### Termoplast
Termoplast består af lange kulbrintemolekyler, som holdes sammen gennem svage molekylebindinger, van der Waalske bindinger. Ved opvarmning svækkes disse svage bindinger, og plasten bliver flydende. Medmindre der begynder at ske nedbrydning af plastmolekylerne, hvorved den gennemsnitlige molekyllængde sænkes, afhænger plastens egenskaber ikke af antal opvarmning og nedkølinger.

#### Krystallinsk plast
Krystallinsk plast er i virkeligheden delkrystallinsk, idet der er amorfe områder i plasten. Amorfe områder i krystallinske materialer kan opstå fx ved hurtig nedkøling.
- Polyætylen (PE)
- Polypropylen (PP)
- polytetrafluoroethylen (PTFE) Handelsnavn: Teflon

#### Amorf plast
I amorf plast ligger molekylekæderne tilfældigt i materialet, hvad der kan illustreres ved en portion spaghetti. Klar plast er altid amorf.
- Polyethylenterefthalat (PET) "polyester"
- Polyvinylchlorid (PVC)
- Polystyren (PS)
- Polycarbonat (PC)
- Akrylonitrilbutadienstyren (ABS)
- Polymethylmethacrylat (PMMA) Handelsnavn: Plexiglas

### Alternative plastmaterialer
Da der er usikkerhed om hvor store jordens olieressourcer er, og af miljømæssige årsager søges der efter alternative plast-materialer. Mange af disse alternativer betegnes som bioplast, da de fremstilles af biologisk materiale såsom lignin eller fructose.
- Bioplast kan fremstilles ved polymerisering af mælkesyre til en bionedbrydelig polyester. Ved en ny og enkel metode kan en porøs uorganisk katalysator med forskellige metalatomer som titan, tin og zirconium i porerne omdanne sukkermolekyler som sukrose, glukose og fruktose til mælkesyre udgangspunktet for fremstilling af bionedbrydelig polyester [9].

- "Arboform" er et bio-plastmateriale, som produceres af det tyske firma TECNARO. Produktet fremstilles af lignin – et restprodukt fra papirproduktionen. Ligninet blandes med naturfibre fra træ, hamp eller hør og naturlige tilsætningsstoffer som voks. Materialet kan sprøjteformes og anvendes til næsten alle de samme formål som traditionelle plastictyper.[10]

- "Sugar plastic" fremstillet af fructose er et andet alternativ.[11]

## Tilsætningsstoffer
- Blødgørere

## Plastikforurening
Plastikforureningen af miljøet, specielt oceanerne er nået et stort omfang og er blevet et globalt problem. Der producers årligt 280 millioner ton plastic på verdensplan, og deraf skønner man at 8 millioner ton ender i oceanerne stigende til over 17 millioner ton i 2025. En undersøgelse i 2014 anslog partikkelforureningen at være på 5,25 •1012 (5,25 billioner) partikler, på en samlet vægt af 269.000 ton. I 2017 anslås at der i alt indtil nu er frembragt 6.300 millioner ton plastikaffald, hvoraf kun 9% er blevet genbrugt.

### Engangsplast
De fem polymerer der udgør langt hovedparten af engangsplast er:
- PP (polypropylen)
- HDPE (high-density polyethylen)
- LDPE (low-density polyethylen)
- LLDPE (linear low-density polyethylen)
- PET (polyethylen terephthalat).[14][15]

## Genanvendelse af plast
En effektiv bekæmpelse af plastforureningen vil indebære omfattende genbrug af plast og lukning af alle kilder til forureningen
Nogle tiltag til cirkulær økonomi og bekæmpelse af plastforureningen:
- Nye typer plast der er totalt genbrugelige.[16]
- Mikrobiologisk nedbrydning af plast.[17][18]
- Kemisk nedbrydning.[19]